# Pro-ana
Pro-ana är en subkultur som lyfter fram anorexia nervosa som en livsstil istället för ett sjukdomstillstånd. 
Pro-ana är inte någon enhetlig eller organiserad rörelse, och därför är inte begreppet pro-ana ett väldefinierat begrepp. De som identifierar sig med fenomenet spänner från personer som vill skapa ett forum för anorektiker, till personer som öppet förespråkar anorexi som ett positivt ideal.
"Pro ana-anhängare" är i regel antingen anorektiker själva eller lider av någon annan ätstörning besläktad med anorexia nervosa. De är måna om sitt synsätt på sjukdomen och ser helst bara att de som insett "livsstilens elegans" ter sig till fenomenet.
De flesta pro ana-anhängare hävdar att de existerar främst som ett icke-dömande forum för anorektiker, en plats att vända sig för att diskutera sin sjukdom och för att stödja dem som väljer att söka vård. Andra förnekar att anorexia nervosa är en psykisk sjukdom och hävdar i stället att det är en "livsstil" som bör respekteras av läkare och familj.
Vissa experter på ätstörningar anser att även om Pro ana-kulturen anser sig ha en stödjande funktion är dess effekt destruktiv. De hävdar att unga människor som är benägna att drabbas av ätstörningar ofta plågas av osäkerhet och en känsla av isolering och denna värld av pro-ana ger en känsla av gemenskap och bekräftar deras erfarenheter. Den gör det dock på ett sätt som främjar ett destruktivt och farligt beteende. Resultaten kan även bli att de som är i behov av hjälp inte söker den utan istället flyter runt på olika pro-ana sajter. 

## Webbplatser
Fenomenet pro-ana är främst internetbaserat. På vissa webbplatser, forum eller bloggar, uppmuntrar medlemmarna varandra med råd om viktnedgång, hur man ska dölja svälten för familj och vänner. 
Karaktäristiskt för pro-ana-sajter är att de anammar anorexia nervosa som en "livsstil" som medlemmarna själva valt, och inte som en sjukdom, medan vården och psykiatrin pekar på att det är ett obevekligt symptom på sjukdomen i sig. 
Ett liknande fenomen som romantiserar bulimia nervosa är pro-mia. Webbplatser som kombinerar "pro-ana" och "pro-mia" förekommer.
I april 2008 klargjorde franska politiker att ett förbud mot uppmaningar att svälta sig själv (omfattande "pro ana"- och "pro mia"-sajter, bloggar med mera) var på gång, och att upphovsmakare kunde komma att dömas till upp till 3 års fängelse.